# Steni
Steni (gr. Στενή) – wieś w Republice Cypryjskiej, w dystrykcie Pafos. W 2011 roku liczyła 173 mieszkańców.
Przez miejscowość przepływa rzeka Mirmikofu. W Steni znajduje się zabytkowy kościół z 1913 roku.